# Ноа Малка
Ноа Малка (івр. נועה מלכה; нар. 15 червня 2003) — ізраїльська голболістка. Срібна призерка літніх Паралімпійських ігор 2024 у Парижі.
Народилася з альбінізмом і має вроджені вади зору. Виросла в Хайфі в районі Кір'ят-Еліягу і після закінчення міської середньої школи протягом двох років служила волонтером у відділенні онкології в медичному центрі Тель-Авіва.
Тренується з голболу в складі Бейт Ха-Лохем у Тель-Авіві та обрана до жіночої збірної Ізраїлю з голболу, з якою брала участь у Паралімпійських іграх 2020 у Токіо.
У 2022 році брала участь зі збірною в Чемпіонаті світу, що проходив у Португалії, де забила перший гол на світових змаганнях. На чемпіонаті світу збірна завоювала бронзову медаль, а на початку того ж року команда виграла золоту медаль на командному турнірі світу, що проходив у Німеччині. У складі юніорської збірної Малка також здобула срібло молодіжного чемпіонату Європи до 19 років у 2022 році.